# Vladimir Lindenberg
Vladimir Lindenberg (Russisch: Владимир Линденберг) (Moskou, 16 mei 1902 - Berlijn, 18 maart 1997), was een Russisch arts, auteur en filosoof.
Hij was bevriend met Otto Albrecht Isbert.

## Vertaalde publicaties
- Zo bidt de mensheid, Utrecht, Het Spectrum, 1962
- Meditatie en gebed, Deventer, Ankh-Hermes, 1978 (bewerkte en geïllustreerde editie van voorgaande)
- Wegen en riten van inwijding, Deventer, Ankh-Hermes, 1979

## Trivia
° Zijn ouders waren goed bevriend met Lev Tolstoj en deze heeft een diepe indruk op Vladimir nagelaten.
° Op sommige Nederlandse vertalingen wordt zijn voornaam als Wladimir gespeld.
- Bibliothèque nationale de France: cb12112133j (data)
- Gemeinsame Normdatei: 118573187
- International Standard Name Identifier: 0000 0000 8407 113X
- Library of Congress Control Number: n80104064
- Nationale Bibliotheek van Tsjechië: kup20020000057870
- Nationale Bibliotheek van Israël: 987007276170905171
- Nederlandse Thesaurus van Auteursnamen: 069129606
- Système universitaire de documentation: 067022936
- Virtual International Authority File: 109820577
- WorldCat: E39PBJbM7rdfqbQ74dxXWmH3cP